# Шульбоже-Вельке (гмина)
Шульбоже-Вельке (пол. Szulborze Wielkie) — сельская гмина (волость) в Польше, входит как административная единица в Острувский повет (Мазовецкое воеводство), Мазовецкое воеводство. Население — 1868 человек (на 2004 год).

## Демография
| Перепись                       | Всего   | Всего | Женщины | Женщины | Мужчины | Мужчины |
| ------------------------------ | ------- | ----- | ------- | ------- | ------- | ------- |
| Единицы                        | человек | %     | человек | %       | человек | %       |
| Население                      | 1868    | 100   | 932     | 49,9    | 936     | 50,1    |
| Плотность населения (чел./км²) | 40      | 40    | 20      | 20      | 20      | 20      |

## Сельские округа
1. Брулино-Липске
2. Годлево-Гудоше
3. Гостково
4. Грендзице
5. Хеленово
6. Янчево-Сукманки
7. Янчево-Вельке
8. Леснево
9. Мянувек
10. Слуп
11. Слуп-Колёня
12. Смолево-Парцеле
13. Смолево-Весь
14. Шульбоже-Вельке
15. Сверже-Лесневек
16. Усчанек-Дембянка
17. Закшево-Залесе

## Соседние гмины
1. Гмина Анджеево
2. Гмина Чижев-Осада
3. Гмина Нур
4. Гмина Зарембы-Косцельне